# Фушер о Боа
Фушер о Боа (фр. Fouchères-aux-Bois) је насељено место у Француској у региону Лорена, у департману Меза.
По подацима из 2011. године у општини је живело 147 становника, а густина насељености је износила 26,39 становника/km².

## Демографија
| 1962. | 1968. | 1975. | 1982. | 1990. | 2011. |
| ----- | ----- | ----- | ----- | ----- | ----- |
| 143   | 130   | 124   | 138   | 134   | 147   |